# FK Dukla Banská Bystrica

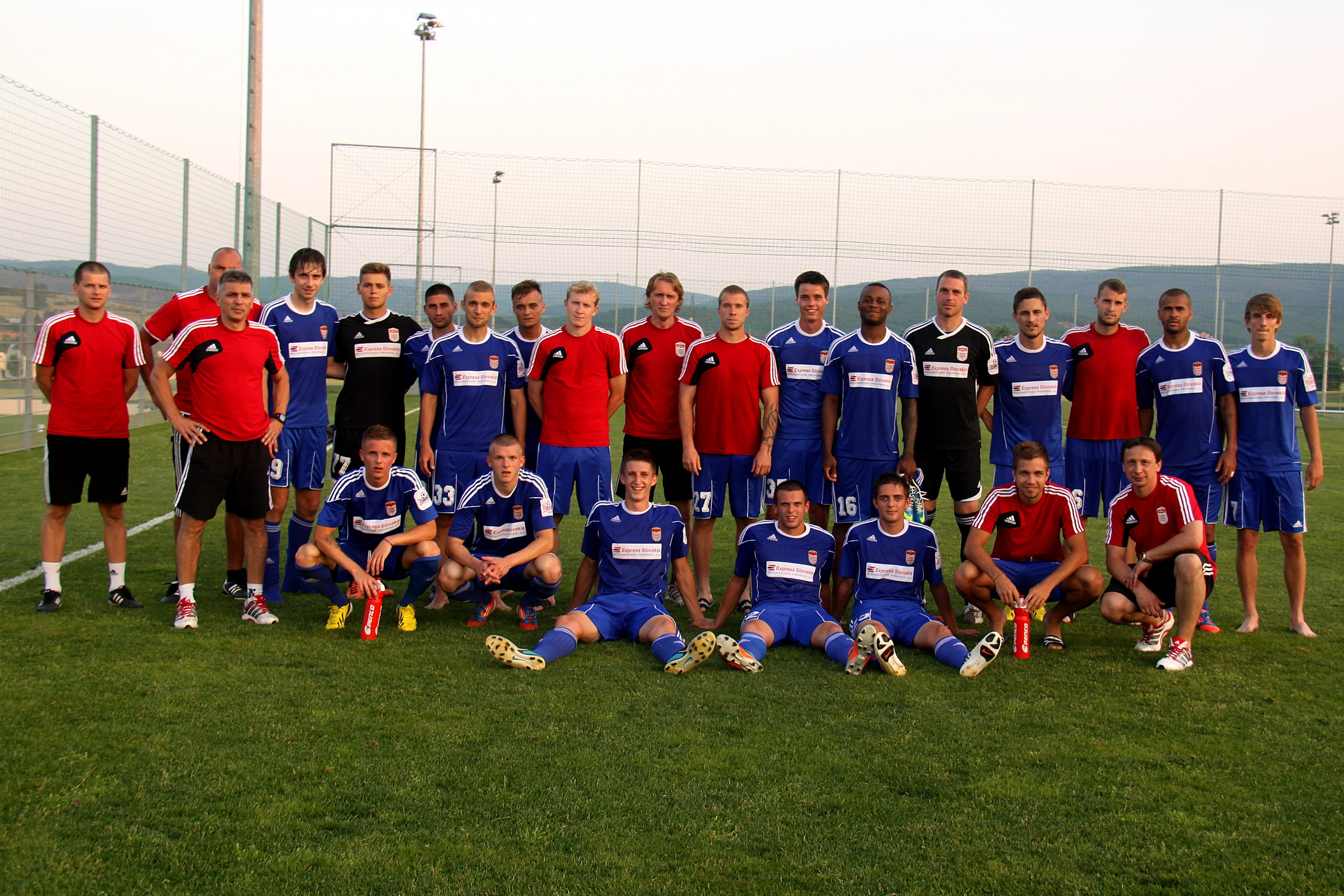
FK Dukla Banská Bystrica (2013)

Der MFK Dukla Banská Bystrica ist ein slowakischer Sport- und Fußballverein aus Banská Bystrica (dt. Neusohl). Dukla ist ein Armeeklub und einer der traditionsreichsten und stärksten Fußballvereine der Slowakei.

## Geschichte
Der erste Fußballklub in Neusohl wurde 1904 gegründet (Besztercebányai Sport Club). Der Armeeklub nahm seine Tätigkeit in der Stadt im Jahr 1965 auf. Anton Ondruš, ein ehemaliger Spieler von Dukla, war der Kapitän der siegreichen tschechoslowakischen Nationalmannschaft während der EM 1976 in Jugoslawien. Es war nicht nur der größte Tag für den Fußball in der Tschechoslowakei, sondern insbesondere auch für den Fußball in der Slowakei; im Finale spielten auch neun Slowaken in der Mannschaft, die die Deutschen besiegt hat.
Im Sommer 2017 fusionierte man mit dem ebenfalls in Banská Bystrica ansässigen Verein ŠK Kremnička und startet seitdem als MFK Dukla Banská Bystrica. In der Saison 2021/22 stieg man in die 1. liga auf.

## Sportliche Erfolge
- 1984/85 – 4. Platz in der 1. tschechoslowakischen Liga
- 2003/04 – 2. Platz in der 1. slowakischen Liga
- 1981, 2005 – Slowakischer Pokalsieger

## Trainer
- Bohumil Musil (1969–1971)
- Jozef Adamec (1982–1987, 1991–1992)
- Ján Kocian (1996–1997)
- Václav Daněk (2004–2005)
- Dušan Radolský (2006–2007)
- Dusan Toth (2017–2018)
- Stanislav Varga (2018–2022)
- Michal Ščasný (2022–2023)
- Mario Auxt (2023–2024)
- Marek Bazik (2024–)

## Spieler
- Ján Kocian (1979–1988)